# Ronald Reagan Freedom Award

Ronald Reagan udílí ocenění bývalému sovětskému vůdci Michailu Gorbačovovi, 1992

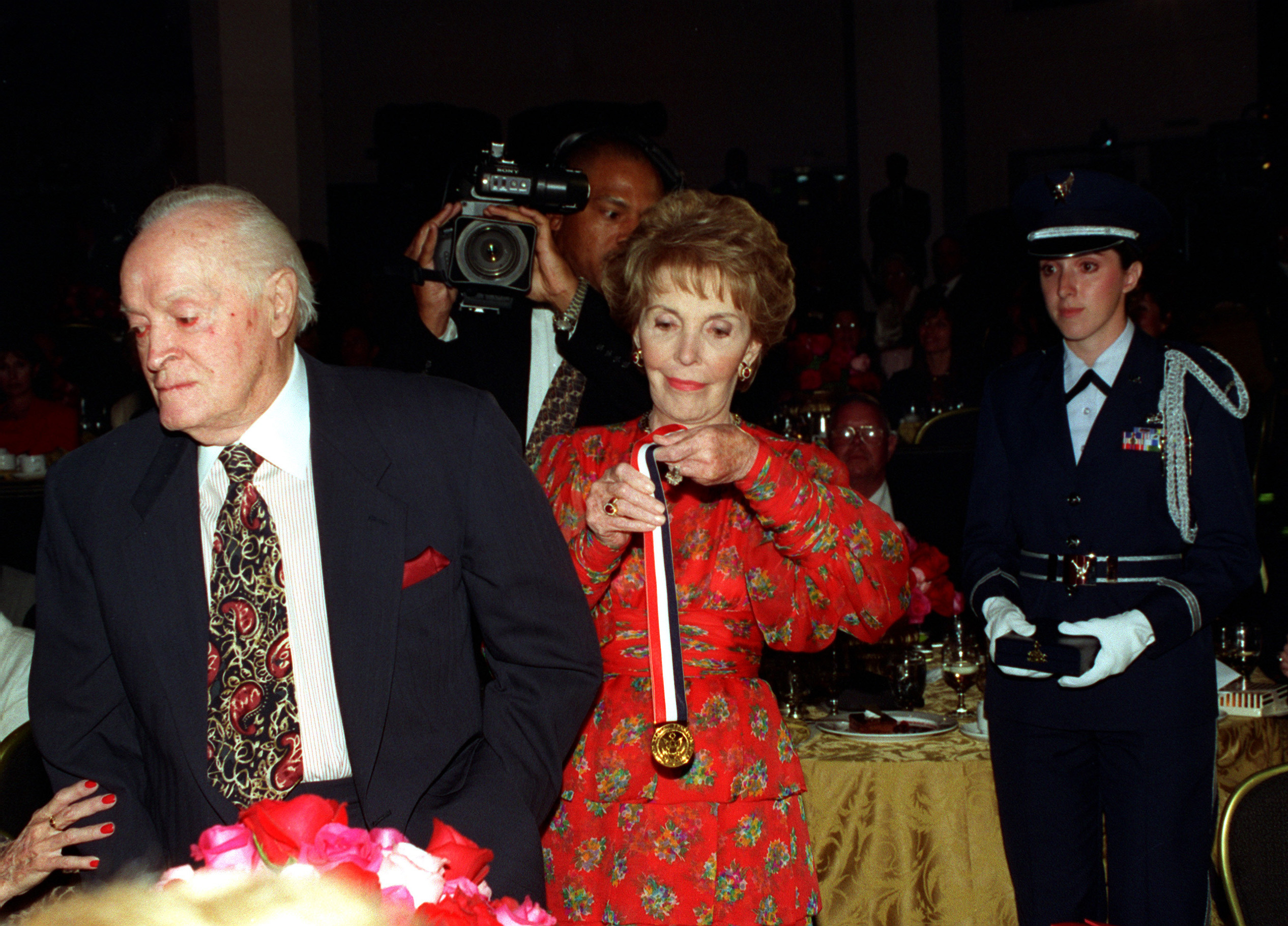
Nancy Reaganová oceňuje baviče Boba Hopa, 1997

Ronald Reagan Freedom Award (česky doslova „Cena svobody Ronalda Reagana“) je nejvyšší civilní ocenění udílené prezidentskou nadací Ronalda Reagana. Ocenění se udílí osobám, které „významně a trvale přispěly svobodě na celém světě“ a těm, jež „ztělesňují celoživotní přesvědčení prezidenta Reagana, že i jeden muž či žena mohou něco změnit.“ Ocenění je udělováno od roku 1992 a až do roku 1993 jej udílel sám Reagan. Od následujícího roku však, v důsledku Reaganova onemocnění Alzheimerovou chorobou, cenu udílela jeho manželka.

## Nositelé
- 1992 – Michail Gorbačov, bývalý generální tajemník Sovětského svazu
- 1993 – generál Colin Powell, bývalý národní bezpečnostní poradce prezidenta Reagana
- 1994 – Jicchak Rabin, bývalý premiér Izraele
- 1995 – král Husajn I., jordánský král
- 1997 – Bob Hope, bývalý bavič
- 1998 – Margaret Thatcherová, bývalá ministerská předsedkyně Spojeného království
- 2000 – reverend Billy Graham, evangelický duchovní
- 2002 – Rudy Giuliani, bývalý starosta New Yorku
- 2007 – George H. W. Bush, bývalý americký prezident, který byl Reaganovým viceprezidentem[2]
- 2008 – Natan Šaransky, bývalý vězeň KGB, aktivista za lidská práva a izraelský politik[3]
- 2011 – Lech Wałęsa, polský politik a bývalý prezident Polska
- 2022 – Volodymyr Zelenskyj, prezident Ukrajiny[4]